# Шалом ахшав
Шалом ахшав (івр. שלום עכשיו — «Мир нині») — крайня ліва неурядова ізраїльська організація, яка вважає, що для досягнення арабо-ізраїльського миру в її розумінні необхідно чинити тиск на уряди Ізраїлю.
Задекларованою метою організації є «переконати суспільну думку й уряд Ізраїлю в необхідності та можливості досягнення справедливого миру й історичного примирення з палестинським народом і сусідніми арабськими країнами — в обмін на територіальний компроміс та на базі принципу „території в обмін на мир“».

## Історія

### Створення руху
1978 року, після візиту президента Єгипту Анвара Садата до Ізраїлю, 348 солдат і офіцерів резервної служби звернулись до прем'єр-міністра Менахема Бегіна з закликом прагнення до миру з Єгиптом і віддати перевагу досягненню миру наявності поселень за межами «Зеленої лінії». Після того листа, відомого як «Лист офіцерів», для залучення громадської підтримки мирного процесу, навіть ціною територіальних поступок, і була заснована організація «Мир нині». На демонстрації, що відбулась на майдані Царів Ізраїлю, нині — майдан Іцхака Рабина, учасники закликали Бегіна до досягнення миру з Єгиптом в обмін на Синай.
Серед засновників руху були Віллі Гафні, Цалі Решеф, Амос Оз, Юлі Тамір, Амір Перец, Девід Цукер (майбутній член Кнесету від партії Мерец). Рух одразу отримав підтримку з боку власників фірми «Фаберже», керівників концерну «Кур», фірми «Еліт» тощо. Те починання також підхопив і Шимон Перес.

### Ліванська війна
Організація «Мир нині» набула широкої відомості та впливу за часів Ліванської війни. Вона перетворилась на протестний рух, що отримав численні відгуки у суспільстві. У 1982—1984 роках рух провів антивоєнні акції протесту під гаслом виведення ЦАХАЛу з Лівану. Кульмінацією такої діяльності стала демонстрація «Чотириста тисяч», що відбулась 25 вересня 1982 року на майдані Малкей Ісраель, учасники якої вимагали створення комісії з розслідування можливої причетності Ізраїлю до різанини в Сабрі та Шатилі.

### 1980-1990-ті роки
У 1980-их та на початку 1990-их років «Мир нині» закликав визнати ОВП національним представником палестинців. Рух вимагав перемовин з їхніми лідерами для досягнення врегулювання, що поклало б край ізраїльському контролю над окупованими територіями.
Угоди в Осло стали важливою віхою для руху, який з ентузіазмом виступав на підтримку уряду Іцхака Рабина. Пізніше «Мир нині» звинуватив уряд Нетаньягу за недостатність дій щодо реалізації тих угод.

### Інтифада Аль-Акси
У той період «Мир нині» зосередився, в основному, на стеженні за будівництвом у поселеннях. Боротьба «Миру нині» проти поселень, у тому числі шляхом судових позовів та оприлюднення даних про розширення поселень і створення форпостів, зробили рух одіозним для поселенців.
2003 року з'явились нові ініціативи, спрямовані на припинення конфлікту, «hамефкад hалеуми» і «Женевська ініціатива», які здобули підтримку руху. Того ж року було оприлюднено «лист льотчиків», що закликав до відмови від виконання «точкових ліквідацій». «Мир нині» підтримав його, стверджуючи, що точкові ліквідації є аморальними.

### Операція «Захисна стіна»
У листопаді 2002 року, у зв'язку з оприлюдненням звіту організації Amnesty International, що розкритикувала дії Армії оборони Ізраїлю в операції, рух Шалом ахшав закликав прем'єр-міністра Аріеля Шарона відмовитись від призначення Шауля Мофаза, який обіймав посаду начальника генерального штабу АОІ під час операції, на пост міністра оборони. Аріель Шарон не взяв до уваги той заклик і Шауль Мофаз став міністром оборони.

### План розмежування
2004 року Аріель Шарон оголосив про план розмежування, який також отримав підтримку «Миру нині». Рух організував кілька демонстрацій на підтримку програми. У травні того ж року «Мир нині» брав участь в організації демонстрації з вимогами вивести війська з Гази. У демонстрації, атмосфера якої визначалась загибеллю 13 солдат у двох вибухах бронетранспортерів у секторі Гази тижнем раніше, взяли участь від 100 000 до 150 000 осіб.

### Друга Ліванська війна
Після початку Другої Ліванської війни багато членів руху підтримували позицію уряду Ізраїлю проти Хізбалли та військову відповідь на викрадення солдат. Вони також підтримували воєнні дії проти масованих атак «Катюшами» цивільного населення, що їх проводила Хізбалла від 12 липня 2006 року.

## Структура та фінансування

### Дочірні організації
- Americans for Peace Now (США)
- Argentinos Amigos de Paz Ahora (Аргентина)
- Les Amis Belges de Shalom Archav (Бельгія)
- Amigos Brasileiros do Paz Agora (Бразилія)
- Peace Now UK (Велика Британія)
- Canadian Friends of Peace Now (Канада)
- La Paix Maintenant (Франція)

### Фінансування
Низка джерел критикує «Шалом ахшав» за анти-ізраїльську, на їхню думку, діяльність руху, що при цьому фінансується іншими державами